# Чернега Інна Анатоліївна

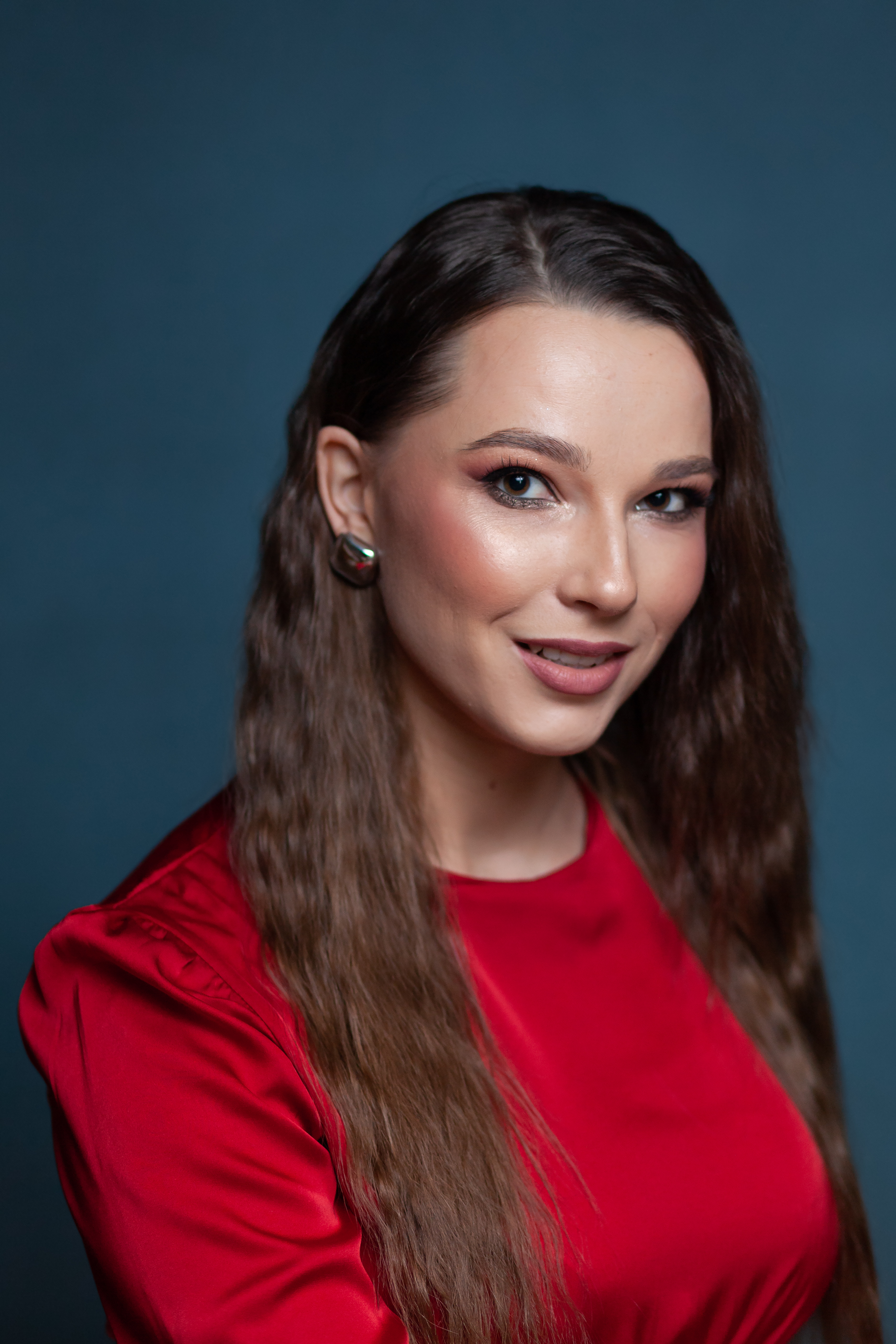
Артистка театру

Інна Анатоліївна Чернега (дівоче прізвище — Перожанська; 24 листопада 1993, Кодима, Одеська область) — українська акторка, вокалістка, артистка Миколаївського академічного українського театру драми та музичної комедії. Лауреатка вокального конкурсу «Червона рута».

## Біографія
Інна Чернега народилася 24 листопада 1993 року в місті Кодима Одеської області. Навчалася у загальноосвітній школі I—III ступенів — ліцеї міста Кодими, яку закінчила у 2010 році. У 2009 році закінчила Кодимську дитячу школу мистецтв за класом фортепіано. Також відвідувала Дитячо-юнацьку спортивну школу в місті Кодима, де займалася волейболом і отримала 1 юнацький розряд.
У 2010 році вступила на факультет мистецтв (кафедра хорового диригування) Миколаївської філії Київського національного університету культури і мистецтв. У 2015 році отримала диплом спеціаліста. Під час навчання була активною учасницею студентського самоврядування (декан факультету мистецтв у студентському парламенті) та капітаном жіночої волейбольної команди університету.
Зі студентським народним хором імені М. Аркаса здобула Гран-прі конкурсу імені П. Демуцького (2010). У 2012—2015 роках співала в церковному хорі храму Олександра Невського в місті Миколаєві. У 2013—2015 роках працювала в хорі імені С. Г. Фоміних.
У 2015 році успішно пройшла конкурс-прослуховування до Микола́ївський націона́льний академі́чний украї́нський теа́тр дра́ми та музи́чної коме́дії, де працює артисткою-вокалісткою.
У 2017 році уклала шлюб і змінила прізвище з Перожанська на Чернега.
У 2018 році стала членом Національна спілка театральних діячів України (НСТДУ)
Під час ковідного карантину в 2020 році з записом першого віртуального хору в Україні потрапила до Книги рекордів України.
12 лютого 2024 року народила дочку Мирославу

## Творчість
Брала участь у численних театральних виставах у жанрах драми, комедії та мюзиклу.
Серед її помітних ролей:
- Амалія — «Вбивство Гонзаго» — (2021)
- Беатріче — «Труфальдіно із Бергамо» (2022)
- Софі — «Мамма Мія» (2016)
- Галя — «За двома зайцями» (2018)
- Анна — «Ім'я»
- Діана — «Позичте тенора»
- Джулія — «GSP»
- Жермена Лапюї — «Супниця»
- Марія — «Квітка на три місяці» (2022)
- Етель — «Не можу сказати кохаю»
- місіс Поттс — «Красуня та чудовисько»
- Лукреція — «Леонардо»
- Настька — «Хазяїн» (2016)
- Дуняша — «Женихи»
- Ялина — «Засватана не вінчана»
- та інші.

До вистави «16 поверхів до правди» в Микола́ївський націона́льний академі́чний украї́нський теа́тр дра́ми та музи́чної коме́дії працювала над музичним оформленням.
Брала участь у виставі «Ім'я», яка у 2021 році на фестивалі «Театральна брама» у місті Маріуполі була відзначена за найкращий акторський ансамбль.
Під час повномасштабного вторгнення Росії в Україну активно працювала в театрі. У 2023 році отримала подяку від голови Миколаївської обласної військової адміністрації Віталій Олександрович Кім за вагомий внесок у розвиток культури, вірність державі та професіоналізм в умовах воєнного стану.

## Відзнаки
- Лауреатка вокального конкурсу «Червона рута»
- Гран-прі конкурсу ім. П. Демуцького(з народним хором ім. Аркаса)
- Подяка від Миколаївської ОДА (2023)